# Eckhard Schulz

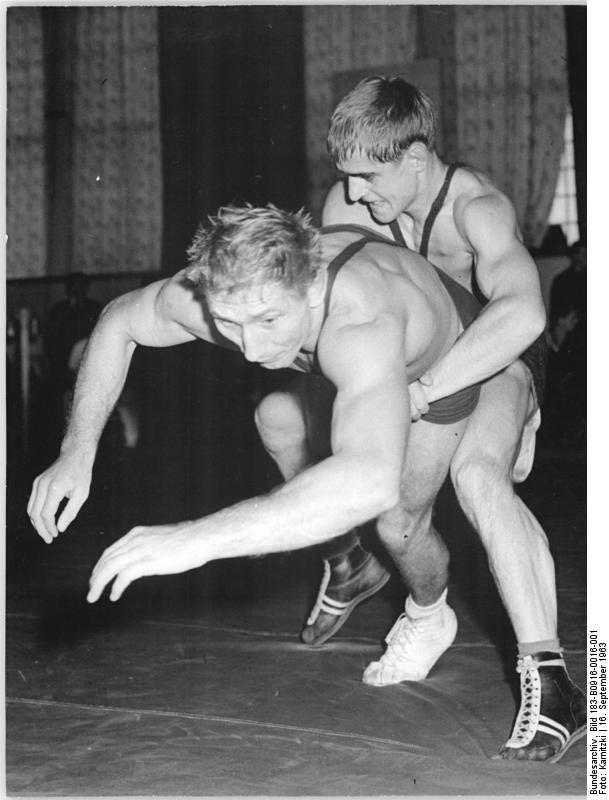
Eckhard Schulz (hinten) wird DDR-Meister 1963

Eckhard Schulz (* 1940) ist ein ehemaliger deutscher Ringer.

## Werdegang
Eckhard Schulz war Mitglied des ASK Vorwärts Rostock. Der gelernte Dreher entwickelte sich um 1960 zu einem der besten deutschen Ringer im griechisch-römischen Stil im Leichtgewicht. Bei den Senioren machte er bei DDR-Meisterschaften erstmals 1962 nachhaltig auf sich aufmerksam, als er vor Klaus Pohl DDR-Meister im Leichtgewicht wurde. Diesen Titel gewann er auch 1963 und 1967.
Zu Einsätzen bei internationalen Meisterschaften kam Eckhard Schulz aber nur im Jahre 1963, wo er bei der Weltmeisterschaft in Helsingborg einen hervorragenden 4. Platz belegte und damit knapp an einer Medaille vorbeischlitterte. 1964 kämpfte er als Vertreter der DDR in der gesamtdeutschen Olympiaausscheidung für die Spiele in Tokio im Leichtgewicht gegen den Aschaffenburger Franz Schmitt. Beide Athleten lieferten sich drei mitreißende Gefechte, die vollkommen ausgeglichen waren und deshalb dreimal "unentschieden" endeten. Dem zwischen den Verbänden vereinbarten Reglement entsprechend, musste die Waage den Sieger ermitteln. Der Leichtere war Franz Schmitt, der damit die Fahrkarte nach Tokio erhielt. Für Eckhard Schulz waren das sicher die bittersten Stunden seines Ringerlebens.
In den nächsten Jahren wurde Eckhard Schulz in der DDR von Klaus Pohl leistungsmäßig abgelöst. Er beendete deshalb 1968 seine Ringerlaufbahn.

## Internationale Erfolge
(WM = Weltmeisterschaft, alle Wettbewerbe im griechisch-römischen Stil, Le = Leichtgewicht, damals bis 70 kg Körpergewicht)
| Jahr | Platz | Wettbewerb                               | Gewichtsklasse | |
| 1962 | 1.    | "Werner-Seelenbinder"-Turnier in Leipzig | Leicht         | vor Klaus Pohl, DDR u. Spas Penew, Bulgarien |
| 1963 | 4.    | WM in Helsingborg                        | Leicht         | mit Siegen über Karamfil Modew, Bulgarien, Yukihari Akiyama, Japan u. Svend Skrydstrup, Dänemark, einem Unentschieden gegen Rune Johnsson, Schweden u. Niederlagen gegen Dawid Gwandseladse, UdSSR u. Klaus Rost, BRD |
| 1963 | 2.    | "Werner-Seelenbinder"-Turnier in Leipzig | Leicht         | hinter Klaus Pohl, DDR u. vor Gotter, DDR |
| 1964 | 1.    | Intern. Turnier in Gelenau               | Leicht         | vor Lothar Schneider u. Fleischer, bde. DDR |
| 1965 | 1.    | "Werner-Seelenbinder"-Turnier in Leipzig | Leicht         | vor Gotter u. Henkel, bde. DDR u. Boldiew, UdSSR |
| 1967 | 3.    | "Iwan-Poddubny"-Turnier in Moskau        | Leicht         | hinter Wladimir Nowochatko, UdSSR u. Antal Steer, Ungarn u. vor David Gwandseladse u. Anatoli Fedorenko, bde. UdSSR                                                                                                   |

## Länderkämpfe
| Jahr | Begegnung          | Stil | Gewichtsklasse | Ergebnis                       |
| 1960 | DDR gegen Schweden | GR   | Leicht         | unentschieden gegen Andersson  |
| 1963 | Schweden gegen DDR | GR   | Leicht         | Punktsieger über Rune Johnsson |

## DDR-Meisterschaften
| Jahr | Platz | Wettbewerb | Stil   | Gewichtsklasse                                                          |
| 1962 | 1.    | GR         | Leicht | vor Klaus Pohl, SG Dynamo Luckenwalde u. Stiller, SC Motor Zella-Mehlis |
| 1963 | 1.    | GR         | Leicht | vor Gotter, SC Leipzig u. Klaus Pohl                                    |
| 1964 | 2.    | GR         | Leicht | hinter Klaus Pohl u. vor Heinz Henkel, SC Motor Zella-Mehlis            |
| 1965 | 3.    | GR         | Leicht | hinter Klaus Pohl u. Adolf Franke, SC Leipzig                           |
| 1967 | 1.    | GR         | Leicht | vor Klaus Pohl u. Klaus-Peter Göpfert, SC Motor Zella-Mehlis            |